# Walter Arnold (Politiker, 1882)
Walter Friedrich August Arnold (* 23. März 1882 in Nordhausen; † 19. Juni 1933 in Gera) war ein parteiloser Kommunalpolitiker, 1920 bis 1925 Oberbürgermeister von Mühlhausen und 1925 bis 1933 Oberbürgermeister der Stadt Gera.

## Leben
Nach seinem Abitur studierte Walter Arnold in Genf, Berlin und Halle Rechtswissenschaften. Während seines Studiums wurde er Mitglied beim Verein Deutscher Studenten Halle. Nach seinem Studium war er beim Magistrat der Stadt Nordhausen in unterschiedlichen Positionen tätig. 1913 wurde er Magistratsratsassessor, später Stadtrat in Landsberg an der Warthe.
Arnold nahm am Ersten Weltkrieg als Reserveoffizier teil und wurde bis Kriegsende Hauptmann sowie Regimentsadjutant.
1919 wurde er zweiter Bürgermeister von Landsberg, 1920 Oberbürgermeister von Mühlhausen und am 1. September 1925 vom Stadtrat zum Oberbürgermeister der Stadt Gera gewählt. Im September 1932 wurde Arnold und die Beigeordneten der Stadt Gera, von dem von der nationalsozialistischen Landesregierung Thüringens mit umfangreichen Vollmachten ausgestatteten Staatsbeauftragten für Gera, beurlaubt. Stadtratssitzungen waren ohne Zustimmung des Staatsbeauftragten nicht mehr möglich, die kommunale Selbstverwaltung Geras praktisch ausgeschaltet.
Walter Arnold wurde am 1. April 1933 in den Ruhestand versetzt und durch den Nationalsozialisten Walter Kießling ersetzt. Er starb nur wenige Monate später in den Heilanstalten im Stadtteil Milbitz.

## Ehrungen
- Die Oberbürgermeister-Arnold-Straße in Mühlhausen wurde nach ihm benannt.